# Miklós Kocsár
Miklós Kocsár (né le 21 décembre 1933 à Debrecen (Hongrie) et mort le 29 août 2019 à Budapest) est un compositeur hongrois.

## Biographie
Miklós Kocsár a étudié la composition musicale à l'Académie de musique de Budapest avec Ferenc Farkas. 
- 1972 - professeur au conservatoire « Béla Bartók » de Budapest, enseigne la théorie et la composition.
- 1973 - reçoit le prix Erkel
- de 1974 à 1995 - travaille au service musical de la radio hongroise.

## Œuvres (sélection)
- Duó-Szerenád (sérénade en duo) pour violon et violon alto (1955)
- Quatuor à cordes (1960)
- Szonáta szólóhegedűre (sonate) pour violon solo (1961–1991)
- Hét változat mélyhegedűre (7 variations) pour violon alto solo (1983)
- Concerto lirico pour violon alto et orchestre (2000)